# Impatiens henanensis
Impatiens henanensis är en balsaminväxtart som beskrevs av Yi Ling Chen. Impatiens henanensis ingår i släktet balsaminer, och familjen balsaminväxter. Inga underarter finns listade i Catalogue of Life.